# La Riche
La Riche är en kommun i departementet Indre-et-Loire i regionen Centre-Val de Loire i de centrala delarna av Frankrike. Kommunen ligger i kantonen Ballan-Miré som tillhör arrondissementet Tours. År 2022 hade La Riche 10 349 invånare.

## Befolkningsutveckling
Antalet invånare i kommunen La Riche
Referens:INSEE